# Chionaema linatula
Chionaema linatula är en fjärilsart som beskrevs av Swinhoe 1891. Chionaema linatula ingår i släktet Chionaema och familjen björnspinnare. Inga underarter finns listade i Catalogue of Life.